# Sulawesi du Sud

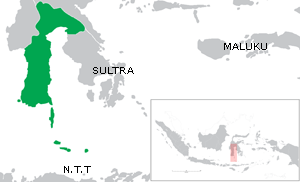
La province de Sulawesi du Sud dans Sulawesi.

Sulawesi du Sud (en indonésien : Sulawesi Selatan, parfois abrégé Sulsel ; en bugi : Sulawési Riattang ; en makassar : Sulawési Timboroka), est une province d'Indonésie constituée de la péninsule méridionale de l'île de Célèbes et le littoral nord du golfe de Boni. Elle s'étend entre 0°12' et 8° de latitude sud et entre 116°48' et 122°36' de longitude est. Elle est bordée à l'ouest par le détroit de Makassar, au nord par les provinces de Sulawesi occidental et Sulawesi central, à l'est par le golfe de Bone et au sud par la mer de Flores. Sa capitale est Makassar.
Sa superficie est de 62 483 km². Sa population est de 9,07 million d'habitants en 2020. Une partie de la province initiale en a été détachée en 2004 pour former la province de Sulawesi occidental.

## Géographie
La province est bordée :
- Au nord, par celle de Sulawesi central,
- À l'est, par le golfe de Boni,
- Au sud, par la mer de Flores et
- À l'ouest, par le détroit de Makassar et la province de Sulawesi occidental.

## Divisions administratives
La province est divisée en 21 kabupatens :
- Bantaeng (Bantaeng)
- Barru (Barru)
- Bone (Watampone)
- Bulukumba (Bulukumba)
- Enrekang (Enrekang)
- Gowa (Sungguminasa)
- Jeneponto (Jeneponto)
- Luwu (Palopo)
- Luwu oriental (Malili)
- Luwu du Nord (Masamba)
- Maros (Maros)
- Pangkajene et les îles (Pangkajene)
- Pinrang (Pinrang)
- Îles Selayar (Benteng)
- Sinjai (Sidenreng)
- Sidenreng Rappang (Sidenreng)
- Soppeng (Watan Soppeng)
- Takalar (Takalar)
- Tana Toraja (Makale)
- Toraja du Nord (Rantepao)
- Wajo (Sengkang)

et trois kota : 
- Makassar
- Palopo
- Pare-Pare

Cette subdivision a en général des raisons historiques (anciens royaumes ou principautés) ou culturelles (groupes ethniques).

## Démographie

### Informations générales
La province est habitée par les groupes ethniques Bugis, Makassar, Mandar et Toraja. Leurs langues appartiennent toutes au groupe dit « sulawesien » de la branche malayo-polynésienne de la famille austronésienne.

### Religion
|                | Quantité  | %      |
| -------------- | --------- | ------ |
| Islam          | 8 474 724 | 90,15% |
| Protestantisme | 689 624   | 7,34%  |
| Catholicisme   | 150 195   | 1,60%  |
| Hindouisme     | 63 560    | 0,68%  |
| Bouddhisme     | 19 853    | 0,21%  |
| Autres         | 2 367     | 0,02%  |

## Préhistoire
H. R. van Heekeren avance la théorie que le sud de Sulawesi est habité depuis la fin du Pléistocène, soit entre 50 000 et 30 000 av. J.-C. (The Stone Age of Indonesia, 1972). En d'autres termes, les premiers habitants du sud de Sulawesi seraient contemporains de l'homme de Wajak de Java oriental, celui des grottes de Niah dans le Sarawak (nord de Bornéo) et des vestiges des grottes de Tabon à Palawan (sud des Philippines). Ces chasseurs-cueilleurs étaient sans doute cousins des ancêtres des habitants autochtones de la Nouvelle-Guinée et de l'Australie actuelles.
On a retrouvé des restes de riz carbonisés datant de 4 000 à 2 000 ans av. J.-C. Une poterie propre à la culture austronésienne apparaît vers 1000 ans av. J.-C.

## Histoire

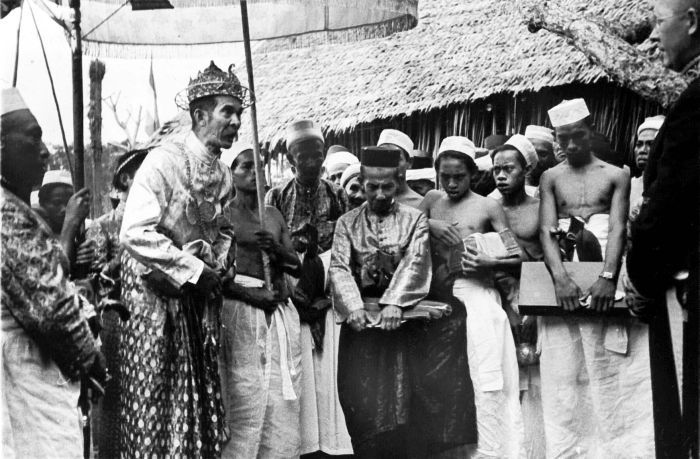
Mangi-Mangi, karaeng (seigneur) de Bontonompo et roi de Gowa, écoute le discours d'installation du gouverneur de Sulawesi par intérim, M. Bosselaar (début des années 1930)

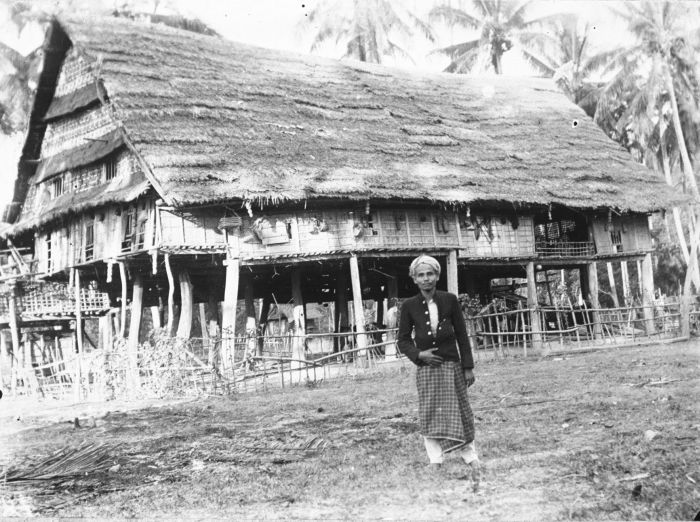
Le sulewatang (représentant du prince) de Cita dans la principauté bugis de Soppeng (vers 1920)

Le sud des Sulawesi a longtemps été le siège de nombreux petits États, soit bugis, soit makassar. Ces deux peuples avaient une réputation de guerriers redoutables. Il existe des manuscrits dans les deux langues, traductions de traités d'artillerie espagnols ou portugais.
L'existence de principautés bugis est attestée dès le XIVe siècle. Tomé Pires, un apothicaire portugais qui de 1512 à 1515 a habité Malacca, conquise en 1511, note dans sa Suma Oriental que le commerce avec le sud de Sulawesi est effectué par des Bugis.
Le royaume makassar de Gowa sera le plus puissant des États de l'est indonésien au XVIe siècle. Il commence son expansion vers 1530 en conquérant ses différents voisins. Quand les Portugais arrivent dans la région vers 1540, Gowa est déjà une puissance commerciale. Ils tentent de christianiser le sud de Sulawesi, sans succès.
Le roi de Gowa se convertit à l'islam en 1605. Les principautés Bugis, dont le royaume de Bone, refusent de le suivre. Des campagnes de Gowa entre 1608 et 1611 finissent par imposer l'islam dans l'ensemble des pays Bugis et Makassar. La VOC (Vereenigde Oostindische Compagnie ou Compagnie néerlandaise des Indes orientales) établit un poste à Gowa en 1609. Le sultan Alauddin, peu désireux d'accepter un monopole des Néerlandais, traite avec des marchands asiatiques et européens. Une lutte s'engage entre les deux puissances, interrompues par des traités en 1637, 1655 et 1660. Le sultan Hasanuddin envoie des ambassades à Mataram dans Java, sans résultat.
En 1660, le prince Arung Palakka du royaume bugis de Bone, devenu vassal de Gowa, se rebelle. La révolte est réprimée, mais les rebelles trouvent refuge auprès de la VOC à Batavia. En 1666, la VOC lance une flotte contre Gowa, avec à bord des troupes bugis et moluquoises. Hasanuddin finit par se rendre en 1669. Bone et les autres principautés bugis s'affranchissent de la suzeraineté de Gowa. La VOC expulse les autres Européens de Gowa.
Arung Palakka devient roi de Bone. Il est l'homme le plus puissant du sud de Sulawesi jusqu’à sa mort en 1696. Il mène une armée à Java pour combattre aux côtés de la VOC. Son règne autoritaire pousse des marins Bugis et Makassar à fuir le sud de Sulawesi et prendre part dans des guerres dans le reste de l'archipel, dans la péninsule Malaise et même au Siam. Jusqu'au XVIIIe siècle, ces pirates seront le fléau de l'archipel. Au cours du XVIIIe siècle, la VOC fera souvent appel à des soldats bugis.
En 1811, durant les guerres napoléoniennes, alors que Louis Bonaparte est roi de Hollande, les troupes néerlandaises de Java se rendent aux Anglais. Bone et d'autres principautés du sud de Sulawesi attaquent les Anglais. Quand les Néerlandais reviennent dans la région, ils s'allient à Gowa pour soumettre Bone en 1825. Le début de la Guerre de Java contraint les Néerlandais à dégarnir le sud de Sulawesi. Les soulèvements reprennent. La conquête des pays Bugis et Makassar ne prendra fin qu'en 1906. Dans la foulée, les Néerlandais soumettent le pays Toraja.

## Transport
Le chemin de fer transsulawesien est un chantier, en cours en 2019, pour une relation de Makassar à Pare-Pare.

## Littérature
Les Bugis et les Makassar possèdent des littératures liées entre elles, en prose et en vers. Ils utilisaient une écriture différente de la javanaise, appelée lontara et également dérivée d'un prototype indien. L'œuvre la plus connue, notamment depuis sa mise en scène par Bob Wilson en 2004, est l'épopée bugis I La Galigo.
Les deux peuples ont des chroniques qui, contrairement aux babad ("chroniques") balinaises et javanaises et aux hikayat malaises, évitent les éléments mythologiques ou légendaires, sauf pour une introduction sous forme de mythes fondateurs. Elles sont donc a priori une source historique précieuse. Malheureusement, les dates y sont rares. Cette absence est compensée par l'existence de journaux détaillées tenus par les rois et les dignitaires de haut rang dès le début du XVIIe siècle. Cette tradition est inconnue ailleurs dans l'archipel indonésien.

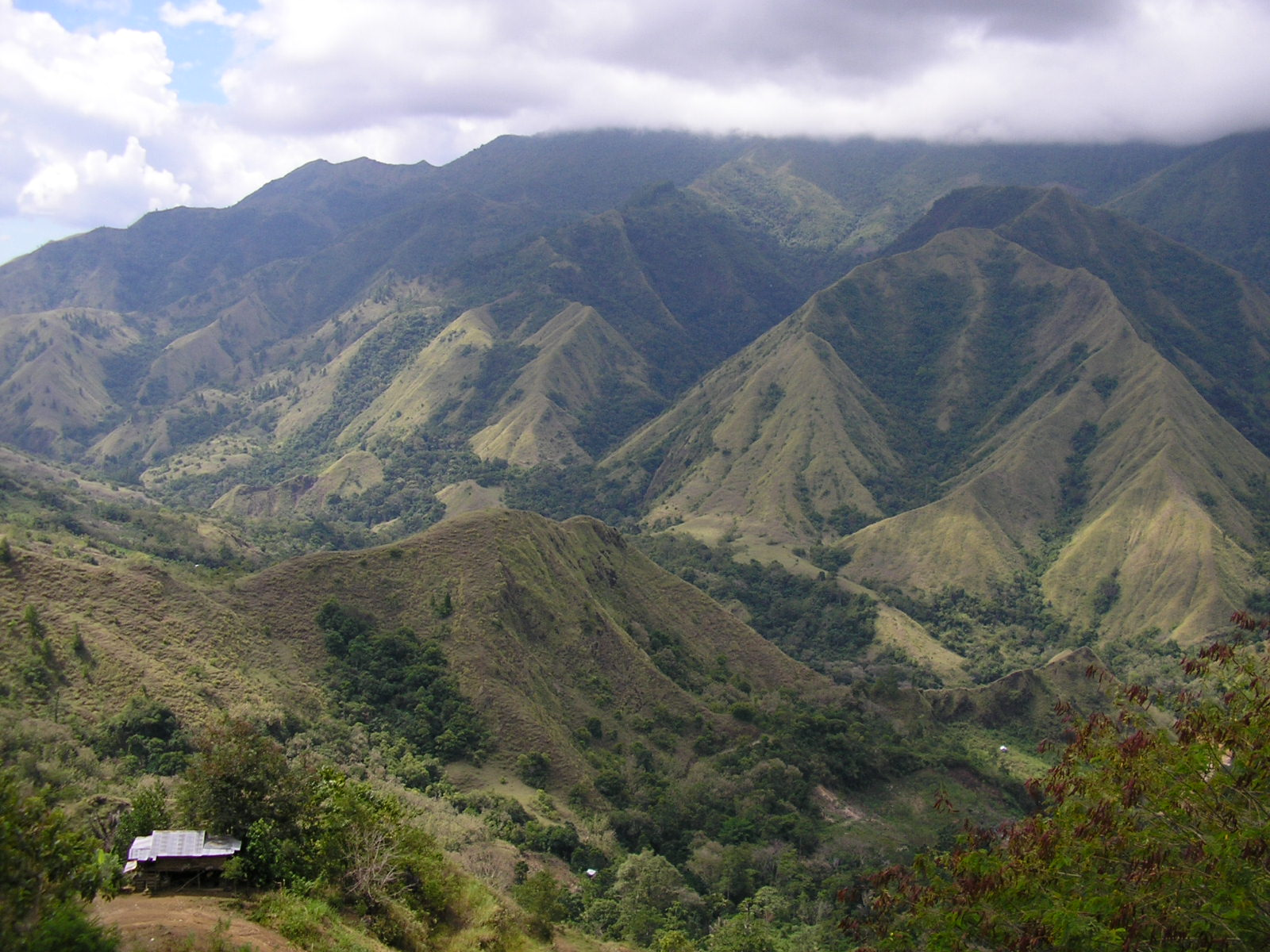
Le Gunung Nona (« montagne de la jeune fille ») près d'Enrekang.

## Tourisme

### Les pays Bugis, Konjo, Makassar et Mandar
Le royaume de Gowa, de tradition makassar, était au XVIe siècle la plus grande puissance maritime de l'est indonésien, tenant tête aux visées expansionnistes et hégémoniques, d'abord des Portugais, ensuite les Néerlandais (Compagnie néerlandaise des Indes orientales).
Les Konjo sont restés un peuple de marins. Autrefois, ils allaient jusque sur la côte nord de l'Australie, qu'ils appellent Marage, pour pêcher l'holothurie ou trepang. Leurs deux-mâts pinisi continuent de sillonner les mers intérieures de l'Indonésie, transportant d'île en île diverses marchandises et constituant la dernière marine marchande à voile du monde.
- Bambapuang : 20 km d'Enrekang, une étape sur la route de Makassar au pays Toraja, le village de Bambapuang est situé dans un cadre magnifique ;
- Bantimurung : à 41 km au nord de Makassar se trouve la réserve de Bantimurung, qui possède une chute d'eau et de très beaux spécimens de papillons ;
- Bira : situé à 197 km de Makassar, ce village possède de belles plages, où l'on peut pratiquer le snorkeling et la plongée. Non loin au large se trouve l'île de Selayar ;
- Bulukumba : aux alentours de cette petite ville à 146 km de Makassar sur la côte est, se trouvent de nombreux villages bugis et konjo, avec leurs maisons sur pilotis et leurs chantiers navals traditionnels. On y trouve également de belles plages. Le village d'Ara est célèbre pour ses chantiers navals où l'on construit toujours les voiliers pinisi selon des méthodes ancestrales.
- Grottes de Leang-Leang : la région aux alentours du village de Leang-Leang, à 1 heure de route au nord de Makassar, est couverte de collines calcaires aux nombreuses grottes. Certaines d'entre elles contiennent d'étranges sculptures dans la pierre représentant des mains et des sangliers. On pense qu'elles ont 5 000 ans d'âge, donc antérieures à l'arrivée des Austronésiens il y a 4 000 ans depuis les Philippines ;
- Makassar : la ville abritait une des onze forteresses construites par les rois de Gowa. Construite en 1545 sous Tuni Pallanga, le 10e souverain de Gowa, elle a été rebaptisée Fort Rotterdam par les Néerlandais après la capitulation de Gowa en 1667. Ceux-ci lui ont ajouté des bâtiments. Aujourd'hui, Benteng Makassar abrite un musée et un conservatoire de danse et de musique ;
- Pare-Pare : étape sur la route de Makassar au pays Toraja, Pare-Pare possèdent de nombreuses maisons bugis sur pilotis. On y trouve un musée.
- Polewali : à 246 km au nord de Makassar, Polewali, capitale du pays Mandar, est réputée pour ses sarongs de soie appelés "sarung Mandar" et son artisanant de rotin. On se rend dans les petites îles non loin au large en un quart d'heure de bateau de pêche. Ces îles possèdent de belles plages ;
- Sengkang : capitale du pays Wajo, elle est également réputée pour son tissage de la soie. Les habitants sont Bugis. Non loin se trouve le lac Tempe ;
- Soppeng : c'est un autre centre de tissage de la soie, à 240 km au nord de Makassar ;
- Sungguminasa : à 11 km au sud de Makassar, c'est là que se trouve l'ancien palais des sultans de Gowa, aujourd'hui un musée. Les tombes de Hasanuddin, le plus grand des rois de Gowa (1629–1690), et d'autres souverains, se trouvent à Sungguminasa.

### Le paysToraja
Dans le sud de Sulawesi vivent également les Toraja, connus pour leurs maisons au toit en forme de bateau, et leurs rites funéraires uniques. Ils appellent leur pays Tana Toraja'.